# Lake Taupo Cycle Challenge
Pour les articles homonymes, voir Taupo (homonymie).
Le Lake Taupo Cycle Challenge  est le plus grand événement cycliste de masse de Nouvelle-Zélande. Créé en 1977, il a lieu le dernier samedi de chaque novembre et fait le tour du lac Taupo, au centre de l'île du Nord. Le parcours commence et se termine à Taupo avec un circuit complet d'environ 160 km. Environ 7 000 coureurs y participent chaque année.

## Histoire
La première édition se déroule en 1977 grâce à l'initiative du Taupo Cycling Club. Elle compte alors 26 engagés. En 1994, l'organisation passe sous la main du Taupo-nui-a-Tia College et du Rotary Club.
Désormais dirigée exclusivement par le Rotary Club, elle est l'un des plus grands événements sportifs du pays, avec environ 7 000 participants qui se présentent chaque année au départ.

## Catégories
L'événement vise à répondre à tous les coureurs, des coureurs d'élite à ceux qui souhaitent simplement se déplacer. Cela se reflète dans la gamme des temps de finition - de moins de 4 à plus de 10 heures. Les coureurs sont invités à désigner des heures d'arrivée et des départs échelonnés sont utilisés pour regrouper les coureurs par capacité.

## Palmarès depuis 2001

### Élites Hommes
| Année     | Vainqueur          | Deuxième          | Troisième        |
| --------- | ------------------ | ----------------- | ---------------- |
| 2001      | Lee Vertongen (en) | David Rae         | Darren Gordon    |
| 2002      | Lee Vertongen (en) | Jeremy Vennell    | Steve Scott      |
| 2003      | Matthew Yates      | Justin Kerr       | Brendan McGrath  |
| 2004      | Jeremy Yates       | Geoffrey Burndred | Joseph Cooper    |
| 2005      | Peter Latham       | Timothy Gudsell   | Robin Reid       |
| 2006      | Clinton Avery      | Gordon McCauley   | Aaron Strong     |
| 2007      | Jeremy Yates       | Justin Kerr       | Michael Northey  |
| 2008      | Peter Latham       | Gordon McCauley   | Jeremy Yates     |
| 2009      | Patrick Bevin      | Jeremy Yates      | Eric Drower      |
| 2010      | Roman van Uden     | Justin Kerr       | Jeremy Yates     |
| 2011      | Michael Torckler   | Michael Northey   | Joseph Cooper    |
| 2012      | Michael Northey    | Matt Cronshaw     | Michael Torckler |
| 2013      | Michael Torckler   | Michael Northey   | Regan Gough      |
| 2014      | Patrick Bevin      | Michael Northey   | Fraser Gough     |
| 2015      | Dion Smith         | Aaron Gate        | Roman van Uden   |
| 2016      | Aaron Gate         | Regan Gough       | Michael Torckler |
| 2017      | Sam Gaze           | Kees Duyvesteyn   | Frank Sutton     |
| 2018      | Hamish Bond        | Dylan Kennett     | Corbin Strong    |
| 2019      | Kees Duyvesteyn    | Michael Torckler  | Hayden McCormick |
| 2020-2021 | Pas organisé       | Pas organisé      | Pas organisé     |
| 2022      | Michael Torckler   | Theo Gilbertson   | James Fouché     |
| 2023      | Matt McClune       | Wilson Hannon     | Maui Morrison    |

### Élites Femmes
| Année     | Vainqueur             | Deuxième               | Troisième              |
| --------- | --------------------- | ---------------------- | ---------------------- |
| 2006      | Linda Villumsen       | Gina Waibl             |                        |
| 2007      | ?                     | ?                      | ?                      |
| 2008      | Cath Cheatley         | Marina Duvnjak         | Rachel Mercer (en)     |
| 2009      | Melissa Holt          | Cath Cheatley          | Serena Sheridan (en)   |
| 2010      | Kate Chilcott (en)    | Sonia Waddell (en)     | Cath Cheatley          |
| 2011      | Kaytee Boyd           | Sonia Waddell (en)     | Melanie Burke          |
| 2012      | Rushlee Buchanan      | Emily Collins (en)     | Reta Trotman (en)      |
| 2013      | Reta Trotman (en)     | Hannah van Kampen (en) |                        |
| 2014      | Ruby Livingstone (en) | Emily Collins (en)     | Hannah van Kampen (en) |
| 2015      | Racquel Sheath        | Mikayla Harvey         | Helen Baillie-Strong   |
| 2016      | Racquel Sheath        | Michaela Drummond      | Karen Fulton           |
| 2017      | Matilda Raynolds      | Sharlotte Lucas        | Rylee McMullen         |
| 2018      | Ione Johnson          | Elyse Fraser           | Teresa Adam            |
| 2019      | Sharlotte Lucas       | Kirsty McCallum        | Jorja Swain            |
| 2020-2021 | Pas organisé          | Pas organisé           | Pas organisé           |
| 2022      | Ally Wollaston        | Sharlotte Lucas        | Ella Wyllie            |